# Institut de physique nucléaire d'Orsay
 (mai 2022).
Pour les articles homonymes, voir IPN.
L'Institut de physique nucléaire d'Orsay (IPNOrsay), fondé en 1956 à l'initiative d'Irène et Frédéric Joliot-Curie, a été une unité mixte de recherche (UMR 8608) du CNRS (Institut national de physique nucléaire et de physique des particules - IN2P3) et de l'université de Paris (1956-1971), puis de l'université Paris-Sud (1971-2019), et enfin de l'université Paris-Saclay jusqu'en fin décembre 2019. 
Le 1er janvier 2020, l'IPNOrsay a rejoint quatre laboratoires de physique pour former le Laboratoire de physique des deux infinis Irène Joliot-Curie (IJCLab).
Son activité de recherche fondamentale était principalement centrée sur la physique subatomique : physique nucléaire, mais également sur la physique hadronique, les astroparticules et la physique théorique. Le laboratoire a aussi eu une activité de recherche et de développement dans le domaine de la détection et des accélérateurs de particules.

## Historique

### Fondation
En janvier 1934, Frédéric et Irène Joliot-Curie découvrent la radioactivité artificielle dans le laboratoire de l'Institut du radium dirigé alors par Marie Curie. Cette découverte leur vaut le prix Nobel de chimie de 1935. Frédéric Joliot-Curie devient professeur au Collège de France, directeur du Laboratoire de chimie nucléaire, Irène Joliot-Curie est en 1936 la première sous-secrétaire d'État à la recherche scientifique et devient professeur à la Faculté des sciences. À la libération, en 1944, Frédéric Joliot-Curie devient directeur du CNRS, puis, en janvier 1946, le premier haut-commissaire à l'énergie atomique. Irène devient professeur titulaire et directrice du Laboratoire Curie de l'Institut du radium. Pendant la guerre déjà, Irène Joliot-Curie écrit au doyen pour préconiser une extension des laboratoires de la Faculté des sciences vers le sud de Paris sur la ligne de Sceaux.
En avril 1954, Frédéric Joliot-Curie demande dans une conférence publique des moyens nationaux pour accompagner la réalisation du CERN à Genève. Le nouveau gouvernement de Pierre Mendès France donne une priorité à la recherche. À l'automne le secrétaire d'État à la recherche accorde des crédits pour la construction de deux accélérateurs dans le cadre de l'Université, l'un pour le Laboratoire Curie de l’Institut du radium – dont la directrice, Irène Joliot-Curie, choisit un synchrocyclotron à faire construire par Philips (Pays-Bas) -, l'autre pour le laboratoire d'Yves Rocard de l'École normale supérieure qui choisit un accélérateur linéaire d'électrons (LAL). Pour l'implantation des nouvelles machines, Irène Joliot-Curie trouve et obtient les terrains nécessaires à Orsay dans la vallée de Chevreuse. Afin d'assurer la réalisation de ces projets, un cadre d'ingénieurs accélérateurs est mis en place en 1955. À la même époque est créé un troisième cycle d'études dans les universités ; celui de physique nucléaire fonctionne d'abord à l'Institut du radium avant d'être installé à Orsay.
Philips s’active ; les fondations des premiers bâtiments sortent de terre. Cependant, en mars 1956, Irène Joliot-Curie décède de leucémie. Bien que malade lui-même, Frédéric Joliot-Curie est sollicité par la Faculté pour prendre la relève. En plus du cours de physique nucléaire et de la chaire, celui-ci doit donc diriger le laboratoire d'Orsay, le Laboratoire Curie, ses laboratoires du Collège de France et d'Ivry. En deux ans, il assure l'achèvement des premiers bâtiments à Orsay, la mise en route du synchrocyclotron, le rassemblement de la majorité du personnel des différents laboratoires, l'organisation du travail, la création d'une première cantine. Les premiers physiciens arrivent à Orsay au printemps de 1957. Les services techniques comprennent les accélérateurs, la mécanique (atelier et bureau d'études), l'électronique et un service de radioprotection.
Un séparateur d'isotopes est lancé. Un accélérateur Van de Graaff de 4 MeV est placé dans un bâtiment adapté. Frédéric Joliot-Curie obtient le déménagement du cyclotron du Collège de France à Orsay. Au début de juin 1958, le synchrocyclotron délivre son premier faisceau interne. Mais Frédéric Joliot-Curie meurt le 14 août de la même année.

### Expansion du laboratoire
Jean Teillac, maître de conférences, est appelé à succéder à Frédéric Joliot-Curie. Le nom de « Laboratoire Joliot-Curie » est donné à ce qui a constitué jusqu'à fin décembre 2019, l'Institut de physique nucléaire d'Orsay (IPNO). Il fait alors partie d'un ensemble qui comprend également le laboratoire Curie de l'Institut du radium, le laboratoire d'Arcueil, provisoirement le laboratoire d'Ivry – où Georges Charpak (futur prix Nobel) a fait de premiers essais de chambres à fils, avant de venir quelques mois à Orsay puis de rejoindre le CERN – et, ultérieurement, le Laboratoire des hautes énergies de la Halle aux vins. Un groupe de physiciens d'Orsay travaillant sur la physique des particules créera par la suite un nouveau laboratoire à Annecy-le-Vieux, à proximité du CERN. La spectrométrie de masse et la spectrométrie nucléaire seront rassemblées dans un laboratoire indépendant, le CSNSM.
L'institut de physique nucléaire prend son nom d'IPN Orsay en 1966. Les chercheurs du laboratoire se répartissent entre physiciens expérimentateurs, chimistes et théoriciens. De nouveaux bâtiments (en particulier le « 100 ») sont construits. Un service des basses températures (cryogénie) vient compléter les services techniques existants. Un nouvel accélérateur, le cyclotron à énergie variable (CEV) pour les ions lourds est lancé ; conçu par les ingénieurs du laboratoire, il sera achevé en 1966. Quatre années plus tard, un accélérateur linéaire (LINAC), agissant en tant qu’injecteur, lui est adjoint. Cet exploit technologique aboutit à la constitution de l’ensemble accélérateur Alice, première machine au monde capable d’accélérer des ions très lourds comme le krypton. 
L'IPN fait d'abord partie de la Faculté des sciences de Paris, centre d'Orsay ; mais devant les retards pris par les constructions de la Halle aux vins, le doyen décide d'établir un premier cycle sur les terrains d'Orsay (1958). Le centre d'Orsay deviendra en 1965 la Faculté des sciences d'Orsay de l'université de Paris, puis de l'université Paris XI (Paris-Sud) en 1970.
L'accélérateur Van de Graaff TANDEM de 10 MV est installé en 1972 par HVEC (par la suite sa tension accélératrice sera portée à 15 MV). Les physiciens qui travaillaient auprès du bêtatron d'Ivry rejoignent Orsay. Le laboratoire est en mesure d'aborder tous les domaines de la physique nucléaire : des différentes réactions nucléaires à la structure des noyaux jusque loin de la vallée de stabilité, que ce soit avec ses propres accélérateurs ou auprès de machines extérieures (CERN, accélérateur linéaire de Saclay...). Près de 500 personnes (visiteurs et étudiants compris) y travaillent.
Parallèlement, en 1971 un nouvel organisme est créé au sein du CNRS, l'Institut national de physique nucléaire et de physique des particules (IN2P3), dont la conception revient à André Blanc-Lapierre et dont Jean Teillac sera le premier directeur. Cet Institut doit notamment suivre la gestion des laboratoires relevant du CNRS dans ces disciplines, leurs grands équipements, et constituer l'interlocuteur CNRS du Commissariat à l'énergie atomique (CEA) et du CERN. L'IN2P3 et le CEA créent deux laboratoires nationaux. L'IPNO participe fortement à la réalisation du GANIL (grand accélérateur national d'ions lourds) à Caen, et plus modestement à celle du Laboratoire national Saturne (autour du synchrotron Saturne 2) à Saclay.

### Évolution dans les années 1980
À partir des années 1980, les crédits pour la recherche sont devenus moins importants. La construction des grandes machines du CERN, puis le projet de fusion thermonucléaire ITER à Cadarache et la construction puis le début d’exploitation des deux laboratoires nationaux GANIL et SATURNE2 demandent plus de moyens. Cette situation conduit à la fermeture de plusieurs accélérateurs en France, à l'IPNO même, le CEV et le synchrocyclotron - qui sera judicieusement converti à la radiothérapie pour les institutions médicales, en particulier l'Institut Curie – et, à proximité, l'accélérateur linéaire d'électrons de Saclay, le LAL reconverti pour la production de rayonnement synchrotron, et le laboratoire Saturne. 
Entre-temps le développement rapide de l'informatique conduit à la constitution d'un nouveau service au sein de l'IPNO. Ce sera aussi le cas des détecteurs et de l'instrumentation. De nombreuses collaborations internationales sont tissées. Le TANDEM connaît une nouvelle jeunesse. L'IPN réalise aussi avec ses propres forces un cyclotron à bobines supraconductrices, le premier en Europe initialement conçu pour remplacer le CEV et le synchrocyclotron avec le TANDEM comme injecteur. Finalement AGOR (Accélérateur Groningen Orsay ; c’est le nom que prendra cette machine) fera l’objet d’une collaboration internationale entre le KVI et l’IPN Orsay. Le cyclotron supra de 300 T sera réceptionné à Orsay en avril 1994 puis démonté et transporté et installé à Groningue aux Pays-Bas (1996) où il fonctionne depuis près de 15 ans. Le projet AGOR engendrera une nouvelle organisation au sein de l’IPNO des 1996. Les travaux menés au laboratoire de radiochimie au profit de l'usine de La Hague et du centre de Marcoule sous la direction de l'académicien Robert Guillamont et du professeur François David ont été d'une grande importance théorique et pratique.

### Projets de recherche en cours et à venir
La division « accélérateurs » de l'IPN est créée, force de frappe technologique de l’Institut. Cet ensemble va contribuer fortement à la conception et à la réalisation des accélérateurs du futur et se développe en fonction de nouveaux projets. Tout d’abord au début des années 2000 avec SPIRAL1 en collaboration avec le GANIL et aussi à la construction du LHC au CERN à Genève.
En matière de développement accélérateur, L’IPN d’Orsay impulse et contribue à la naissance d’une nouvelle frontière : les faisceaux d’électrons et d’hadrons de très haute intensité, grâce au développement de nouvelles structures RF supraconductrices. Les premières collaborations internationales sont couronnées de succès avec la construction du prototype de nouvelles machines source de lumière (projet X-FEL à DESY, Hambourg, Allemagne) et la participation au concept des premiers linéaires « supra » à protons et ions lourds relativistes (projet de transmutation X-ADS, projet de machine européenne d’ions « exotiques » EURISOL).
Toujours dans la même période (1995-2005), du côté des détecteurs et de l’instrumentation, L’IPN d’Orsay crée un nouveau service « R&D détecteurs » et déploie ses ailes dans les grandes collaborations internationales qui se forment :
- le plasma quark-gluon et l’état primordial de la matière après le Big Bang ainsi que le Projet ALICE au LHC en construction au CERN. Membres du groupe ALICE IPNO :
  - Bruno Espagnon (MC)
  - Yves Le Bornec (DR)
  - Cynthia Hajidakis (CR)
  - Christophe Suire (CR)
  - Bruno Boyer (Thèse)
  - Mercedes Lopez-Noriega (Post-doc)
  - Daniel Tapia Takaki (Post-doc)
  - Louis Bimbot (DR)
  - Nicole Willis
  - Marie-Pierre Comets (détachement ASN)

- l’origine des rayons cosmiques et le projet AUGER de détection de ses messagers du cosmos, implanté dans la pampa argentine  ;
- la structure « interne » des « anciens » composants élémentaires, proton et neutron auprès de JLAB en Virginie (États-Unis).

Dans le domaine de la structure et des réactions nucléaires, l’Institut prépare son avenir en développant les détecteurs de photons du futur avec :
- AGATA, multi-détecteurs gammas « voyageur » au sein d’une large collaboration européenne ;
- les multi-détecteurs de particules chargées INDRA ;
- MUST et MUST2 dédiés à l’étude des réactions induites par des faisceaux secondaires instables ;
- la physique des noyaux « exotiques » qui prend son envol dans le monde.

L’avenir passe par les programmes de R&D qui donneront naissance au projet ALTO : un accélérateur d’électrons convertis en photons pour produire par photo-fission des noyaux très riches en neutrons.

## Directeurs
Depuis sa création, onze directeurs se sont succédé à la tête de l'Institut :
- 1956-1958 : Frédéric Joliot-Curie (fondateur) ;
- 1958-1966 : Jean Teillac ;
- 1966-1974 : Maurice Jean ;
- 1974-1982 : Michel Riou ;
- 1982-1988 : Xavier Tarrago ;
- 1988-1994 : Henri Sergolle :
- 1994-2002 : Sydney Gales :
- 2002-2010 : Mme Dominique Guillemaud-Mueller ;
- 2010-avril 2016 : Faïçal Azaiez ;
- avril à décembre 2016 : Bruno Espagnon, interim ;
- 2017- 31 décembre 2019 : Michel Guidal.

## Accès
L'Institut de physique nucléaire d'Orsay est desservi par la ligne B du RER à la gare d'Orsay-Ville.